# Chicago Police Department (série télévisée)
Ne doit pas être confondu avec Chicago Police Department.
Chicago Fire Chicago Med
Chicago Police Department ou Chicago Police au Québec, en Belgique francophone et en Suisse, (Chicago P.D.) est une série télévisée américaine créée par Dick Wolf et Matt Olmstead et développée par Michael Brandt et Derek Haas, diffusée depuis le 8 janvier 2014 sur le réseau NBC et en simultané au Canada sur le réseau Global pour les six premières saisons, puis sur Citytv. C'est une série dérivée de Chicago Fire.
En Belgique, la série est diffusée depuis le 11 juin 2014 sur RTL-TVI, en Suisse, depuis le 4 juillet 2014 sur RTS Un, en France, depuis le 14 janvier 2015 sur TF1 et au Québec depuis le 3 février 2015 sur le réseau V, devenu Noovo.
Il s'agit de la deuxième série de la franchise Chicago de Dick Wolf, après Chicago Fire.

## Synopsis
Hank Voight dirige l'unité des renseignements du 21e district du Chicago Police Department. Son équipe est constituée de plusieurs patrouilleurs en tenue et de membres de l'unité des renseignements criminels.

## Distribution

### Acteurs principaux
- Jason Beghe (VF : Thierry Hancisse) : Sergent Henry « Hank » Voight
- Marina Squerciati (VF : Olivia Nicosia) : Officier, Inspecteur, Détective Kim Burgess
- LaRoyce Hawkins (VF : Daniel Lobé) : Officier Kevin Atwater
- Patrick Flueger (VF : Sébastien Desjours) : Officier Adam Ruzek
- Amy Morton (VF : Françoise Vallon) : Sergent Trudy Platt (depuis la saison 2 - récurrente saison 1)
- Benjamin Levy Aguilar : Officier Dante Torres (depuis la saison 10 - récurrent saison 9)
- Arienne Mandi : Officer Naomi Kerr (depuis la saison 13)

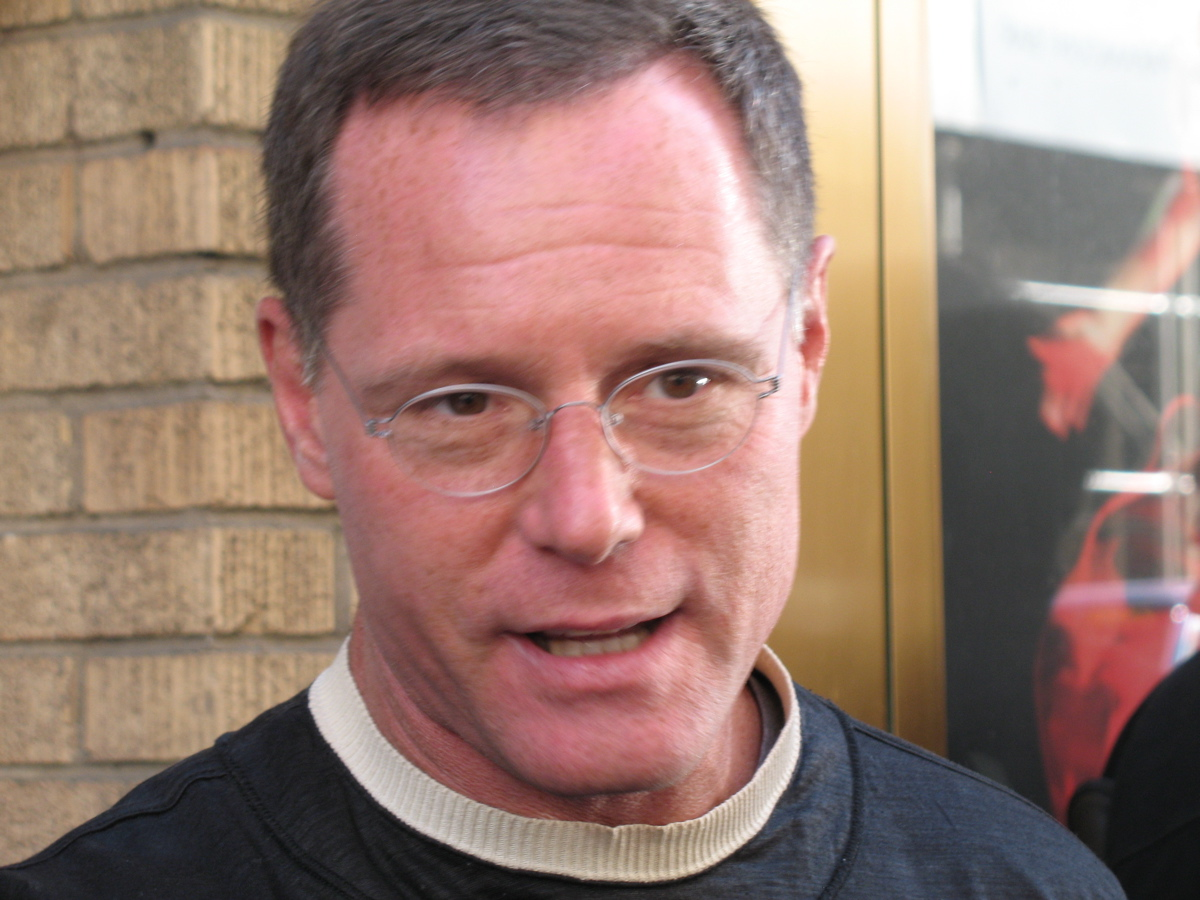
Jason Beghe interprète le Sergent Henry "Hank" Voight
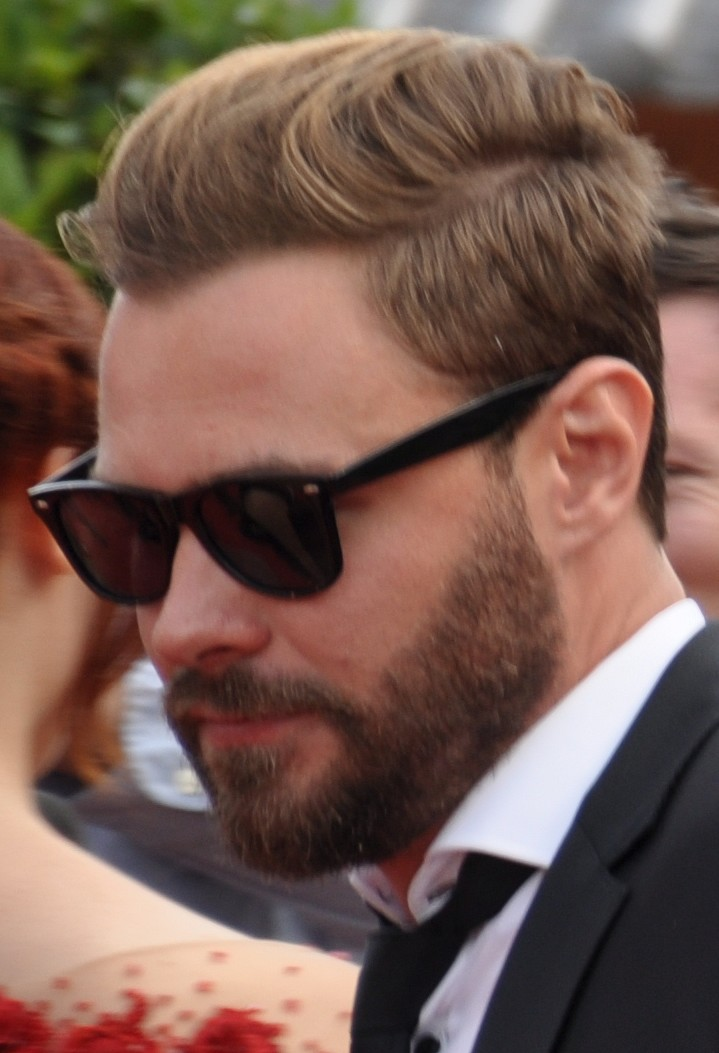
Patrick Flueger interprète l'officier Adam Ruzek

Anciens acteurs principaux
- Archie Kao (VF : Nicolas Mossard) : Officier Sheldon Jin (saison 1)
  - Raison Scénaristique : Sheldon Jin est tué
- Brian Geraghty (VF : Alexandre Gillet) : Officier Sean Roman (saisons 2 et 3 - invité saison 7)
  - Raison Scénaristique : Quitte la police en raison d'une blessure qui le contraint à arrêter sa carrière.
- Sophia Bush (VF : Barbara Delsol) : Inspecteur Erin Lindsay (saisons 1 à 4)
  - Raison Scénaristique : Part travailler pour le FBI
- Elias Koteas (VF : Christian Gonon) : Inspecteur Alvin Olinsky (saisons 1 à 5)
  - Raison Scénaristique : Alvin est poignardé et tué en prison
- Jon Seda (VF : David Mandineau) : Inspecteur Antonio Dawson (saisons 1 à 3, 5 à 6 - invité saison 4)[9]
  - Raison Scénaristique : Part rejoindre sa sœur à Porto Rico (territoire américain dans les Grandes Antilles) à la suite de problèmes de drogue
- Lisseth Chavez (VF : Diane Kristanek) : Officier Vanessa Rojas (saison 7)
  - Raison Scénaristique : /
- Jesse Soffer (VF : Thibaut Belfodil) : Inspecteur Jay Halstead (saisons 1 à 10)
  - Raison Scénaristique : Part en Amérique du Sud pour combattre les cartels, en laissant sa femme à Chicago
- Tracy Spiridakos (VF : Olivia Luccioni) : Inspecteur Hailey Upton (saisons 5 à 11 - récurrente saison 4)[10]
  - Raison Scénaristique : Part travailler pour le FBI.
- Toya Turner : Officier Yara Page (saison 12)

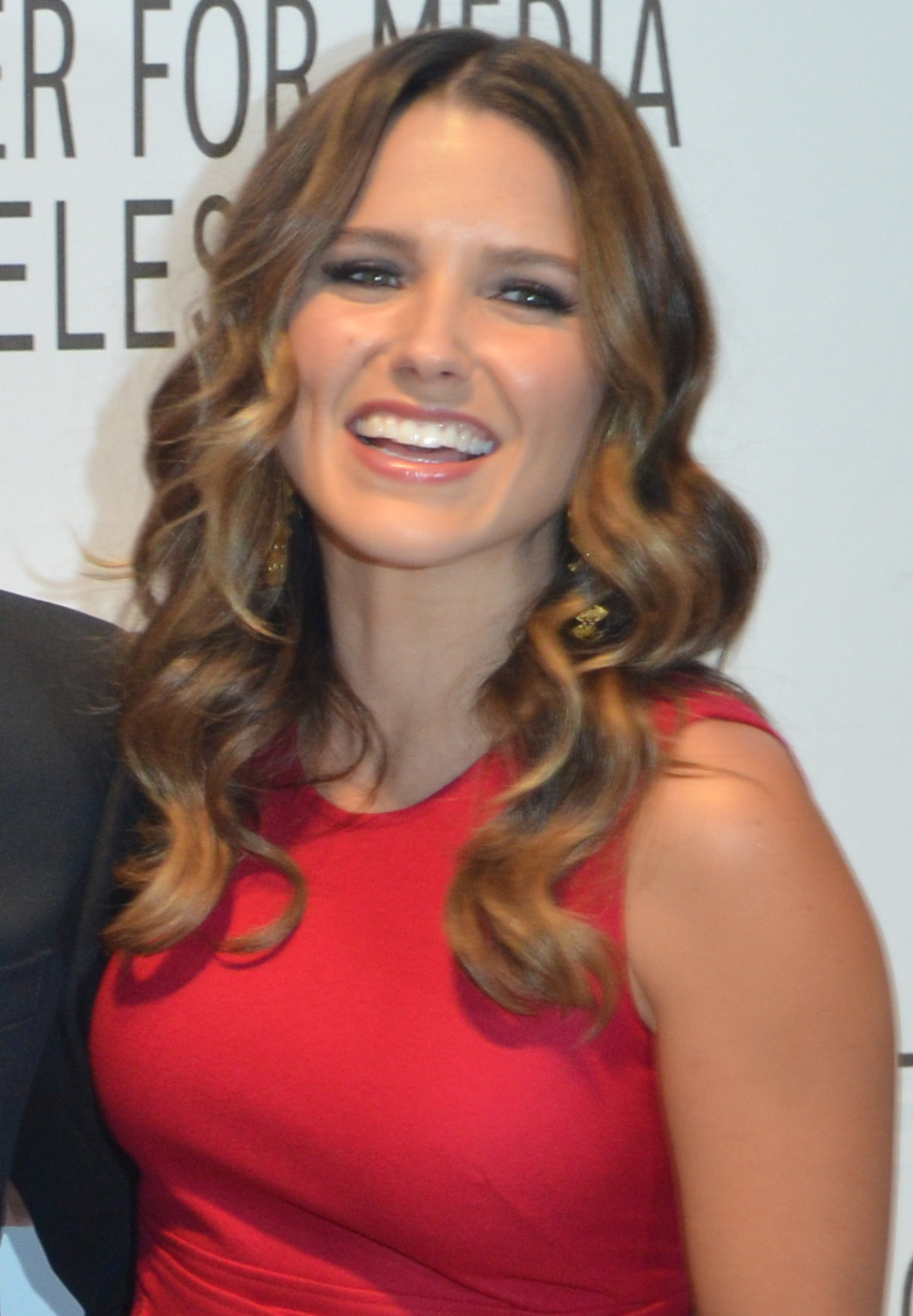
Sophia Bush interprète l'Inspecteur Erin Lindsay
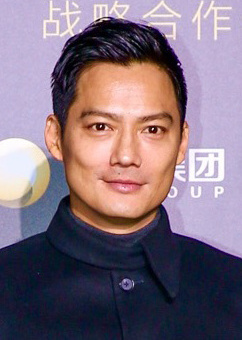
Archie Kao interprète l'officier Sheldon Jin
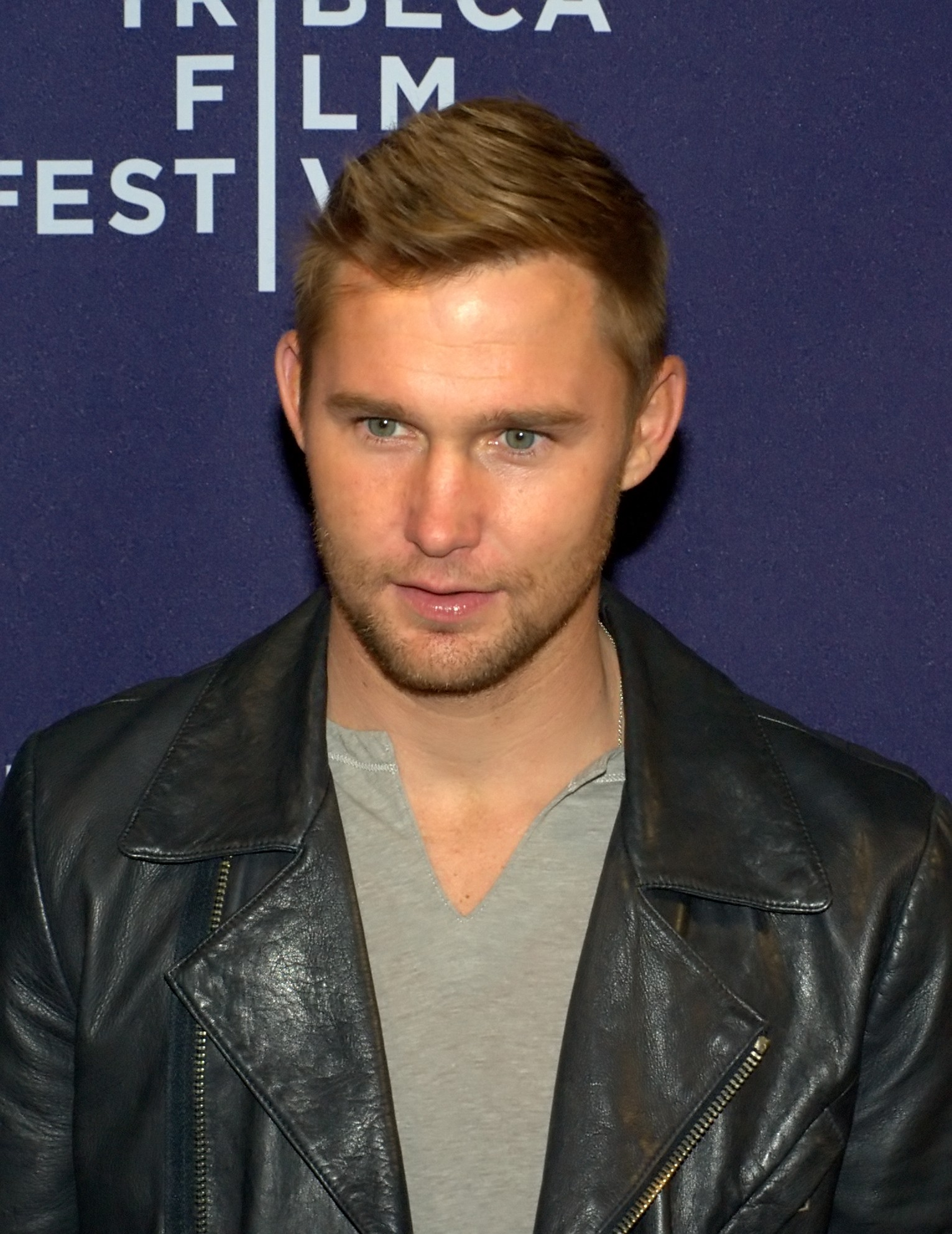
Brian Geraghty interprète l'officier Sean Roman
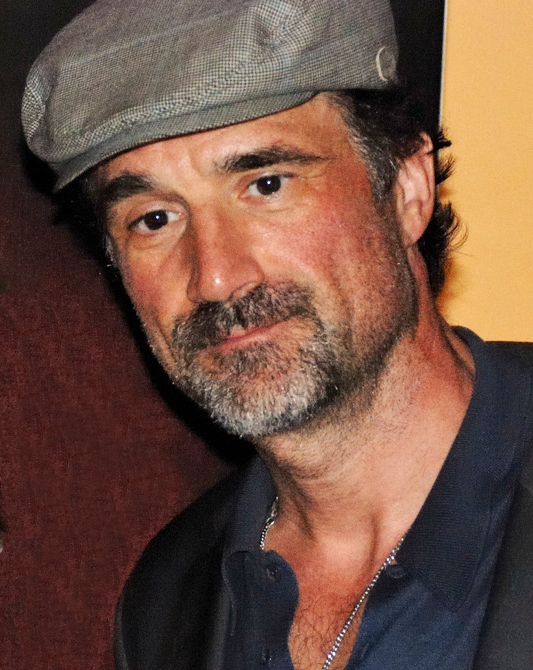
Elias Koteas interprète l'Inspecteur Alvin Olinsky
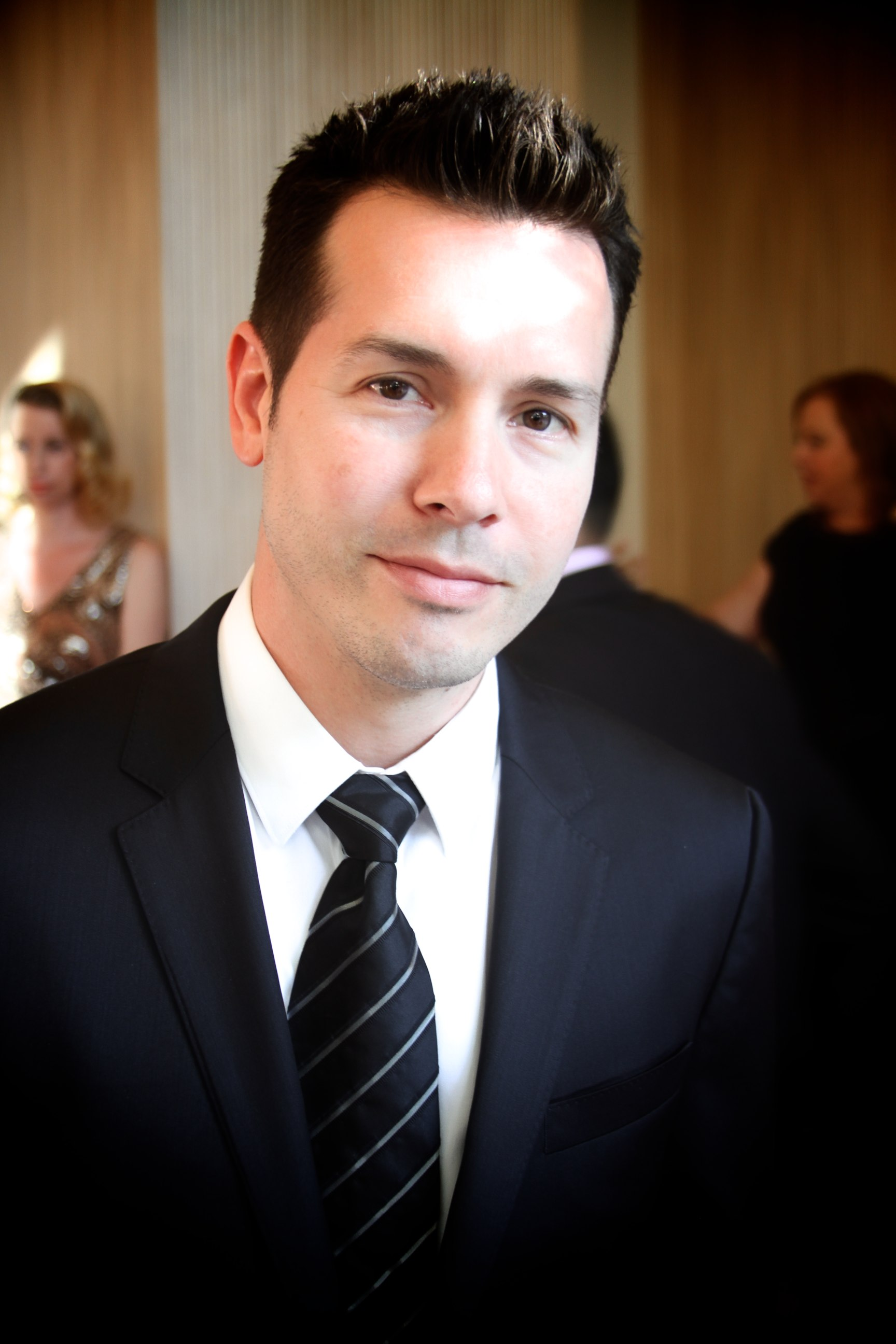
Jon Seda interprète l'Inspecteur Antonio Dawson
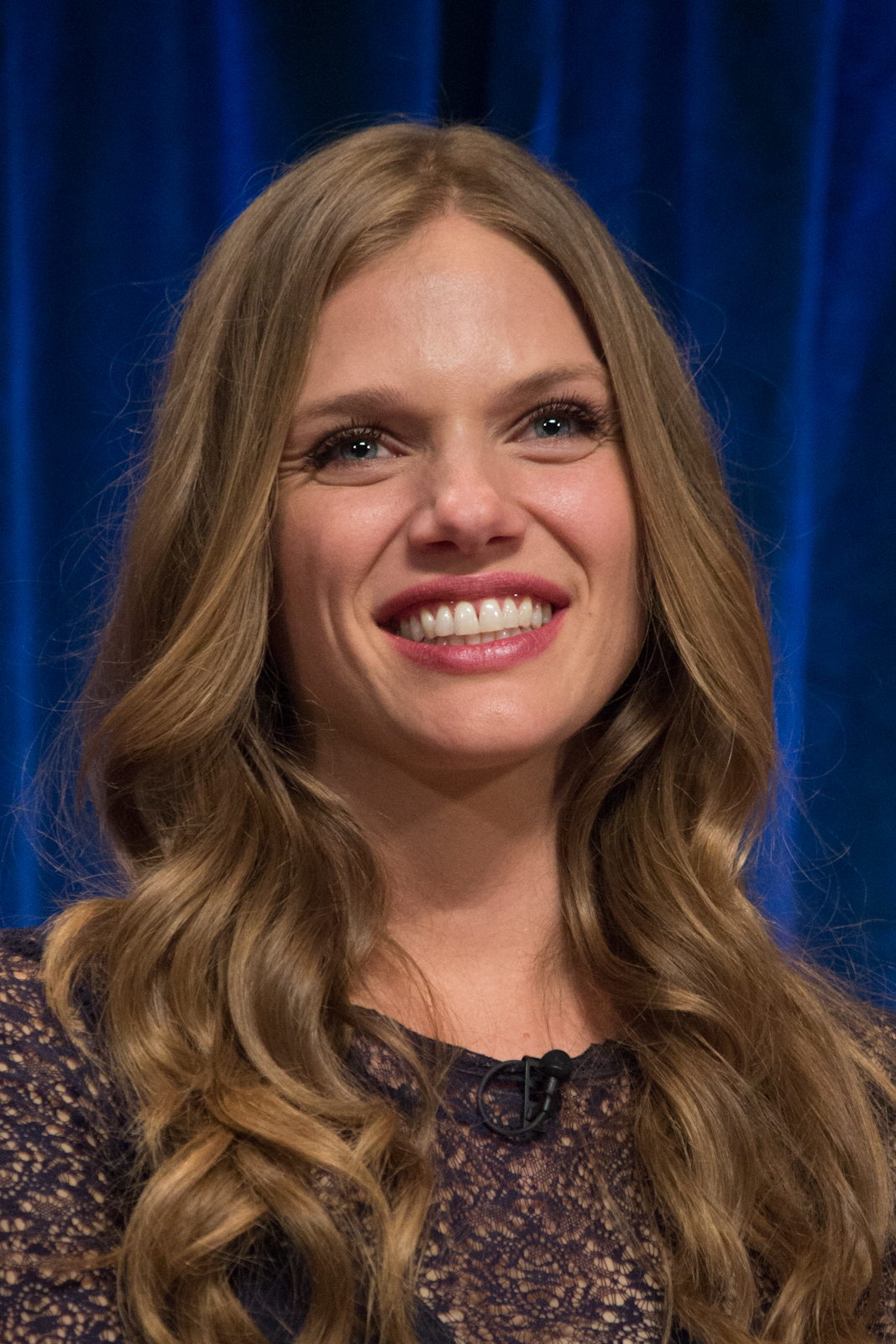
Tracy Spiridakos interprète l'Inspecteur Hailey Upton

### Acteurs récurrents
Anciens acteurs récurrents

### Invités crossovers
De Chicago Fire
- Eamonn Walker (VF : Thierry Desroses) : Chef Wallace Boden
- Taylor Kinney (VF : Thomas Roditi) : Lt Kelly Severide
- David Eigenberg (VF : Franck Capillery) : Lt Christopher Herrmann
- Joe Minoso (VF : Loic Houdré) : Joe Cruz
- Christian Stolte (VF : Paul Borne) : Randy « Mouch » McHolland
- Miranda Rae Mayo (VF : Charlotte Corréa) : Lt Stella Kidd

- Anciens personnages
  - Kara Killmer (VF : Victoria Grosbois) : Sylvie Brett, ambulancière
  - Yuri Sardarov (VF : Olivier Augrond) : Brian « Otis » Zvonecek
  - Jesse Spencer (VF : Guillaume Lebon) : Capt Matthew Casey
  - Annie Ilonzeh (VF : Véronique Picciotto) : Emily Foster, ambulancière
  - Monica Raymund (VF : Anne Dolan) : Gabriela Dawson, sœur du détective Antonio Dawson (saison 1 à 6)
  - Steven R. McQueen (VF : Fabrice Fara) : Jimmy Borelli (saison 3 et 4)
  - Dora Madison (VF : Camille Gondard) : Jessica « Chili » Chilton, ambulancière
  - Lauren German (VF : Stéphanie Lafforgue) : Leslie Shay, ambulancière (saison 1 et 2)
  - Charlie Barnett (VF : Franck Lorrain) : Peter Mills (saisons 1 à 3)

De Chicago Med
- S. Epatha Merkerson : Sharon Goodwin, la directrice du Chicago Med
- Oliver Platt : Dr Daniel Charles, un chef de psychiatrie
- Anciens personnages
  - Nick Gehlfuss : Dr Will Halstead, frère de l'Inspecteur Jay Halstead
  - Torrey DeVitto : Dr Natalie Manning, une pédiatre
  - Brian Tee : Dr Ethan Choi
  - Yaya DaCosta : April Sexton, une infirmière
  - Colin Donnell : Dr Connor Rhodes, un chirurgien en traumatologie
  - Rachel DiPillo : Dr Sarah Reese, une étudiante en urgence, puis en psychiatrie
  - Laurie Holden : Dr Hannah Tramble

De Chicago Justice
- Philip Winchester : Substitut du Procureur Peter Stone
- Joelle Carter : Inspecteur Laura Nagel
- Carl Weathers : Procureur Mark Jefferies
- Monica Barbaro : Assistant du Procureur Anna Valdez
- Jon Seda (VF : David Mandineau) : Inspecteur Antonio Dawson

 De New York, unité spéciale (L&O:SVU)
- Mariska Hargitay (VF : Dominique Dumont) : Lieutenant Olivia Benson
- Ice-T (VF : Jean-Paul Pitolin) : Sergent Odafin Tutuola
- Kelli Giddish (VF : Anne Dolan) : Inspecteur Amanda Rollins
- Danny Pino (VF : Xavier Fagnon) : Inspecteur Nick Amaro
- Peter Scanavino (VF : Jérôme Pauwels) : Inspecteur Dominick Carisi Jr.

Version française
- Société de doublage : Mediadub International[12]
- Direction artistique : Philippe Blanc[12]

 Source et légende : version française (VF) sur RS Doublage et Doublage Séries Database

## Développement

### Production
Le projet d'une série dérivée de Chicago Fire a débuté en mars 2013, dont Jason Beghe et Jon Seda de la série principale seront les personnages principaux.
Avec seulement quatre rôles attribués au 10 mai 2013, NBC commande la série, puis deux jours plus tard annonce qu'elle sera diffusée à la mi-saison.
Le 18 octobre 2013, NBC annonce la date de première pour janvier 2014.
À la fin janvier 2014, NBC commande deux épisodes supplémentaires, portant le total à quinze épisodes.
Le 19 mars 2014, NBC a officiellement renouvelé la série pour une deuxième saison.
Le 5 février 2015, la série est renouvelée pour une troisième saison, de 22 épisodes dont la diffusion à l'automne 2015. Puis début novembre 2015, elle obtient un épisode supplémentaire portant finalement la saison à 23 épisodes.
Le 10 novembre 2015, NBC a renouvelé la série pour une quatrième saison.
Le 10 mai 2017, NBC renouvelle la série pour une cinquième saison.
Le 9 mai 2018, NBC renouvelle la série pour une sixième saison.
Le 26 février 2019, NBC renouvelle la série pour une septième saison.
Le 27 février 2020, NBC renouvelle la série pour trois saisons.
Le 10 avril 2023, la série a été renouvelée pour une onzième saison.
Le 21 mars 2024, la série est renouvelée pour une douzième saison.
Le 5 mai 2025, NBC renouvelle la série pour une treizième saison.

### Casting
Les acteurs Jason Beghe et Jon Seda de la série Chicago Fire seront les personnages principaux.
Les acteurs Tania Raymonde, Scott Eastwood, Melissa Sagemiller (Détective Willhite) et Kelly Blatz ont été choisis pour apparaître dans le dernier épisode de la première saison de Chicago Fire.
En juin 2013, Melissa Sagemiller quitte le projet et les castings reprennent : Jesse Soffer, Sophia Bush et Patrick Flueger, Marina Squerciati, Elias Koteas, America Olivo, Robin Weigert, Archie Kao, Stella Maeve, Ice-T et Kelli Giddish de la série L&O:SVU et Sydney Tamiia Poitier.
À la fin décembre 2013, il est confirmé que Scott Eastwood (Officier Jim Barnes), Tania Raymonde (Officier Nicole Sermons), Kelly Blatz (Officier Elam), J. B. Smoove (Sergent Pruitt) ne reviendront pas.
Le 28 septembre 2016, il est annoncé que Jon Seda, qui incarne le détective Antonio Dawson, rejoint la distribution principale de Chicago Justice dans laquelle il devient enquêteur pour le bureau du procureur.
En mai 2017, Sophia Bush annonce qu'elle ne sera pas de retour pour la cinquième saison et sera remplacée par Tracy Spiridakos dans le rôle de l'Inspecteur Hailey Upton. Le 12 juillet 2017, il est confirmé que Jon Seda sera de retour dans la cinquième saison pour reprendre le rôle du lieutenant Antonio Dawson.
En 2018, Elias Koteas annonce qu'il quitte la série à la fin de la saison 5.
En 2019, Jon Seda quitte la série à la fin de la saison 6 et sera remplacé par Lisseth Chavez dans le rôle de l'Officier Vanessa Rojas.
Le 12 septembre 2020, Lisseth Chavez quitte la série au début de la saison 8. 
Le 22 septembre 2020, Nicole Ari Parker, rejoint la série pour un rôle récurrent majeur dans la huitième saison en tant que Samatha Miller.
Le 29 août 2022, Variety annonce que Jesse Soffer qui interprétait l'inspecteur Jay Halstead depuis la saison 1, quittera la série au cours d'un épisode de la dixième saison qui sera diffusée cet automne,. Il est remplacé par Benjamin Levy Aguilar dans le rôle de l'officier Dante Torres dans la saison 10.
Le 24 octobre 2023, Tracy Spiridakos qui interprétait l'Inspecteur Hailey Upton depuis la saison 5, annonce qu'elle quitte la série au cours de la onzième saison. Elle est remplacée par Toya Turner, dans le rôle de l'officier Yara Page dans la saison 12.

### Fiche technique
- Titre original : Chicago PD
- Titre français : Chicago Police Department
- Titre québécois : Chicago Police
- Réalisation : Joe Chappelle (pilote)
- Production exécutive : Dick Wolf, Matt Olmstead, Eric LaSalle, Michael Brandt, Derek Haas, Peter Jankowski, Danielle Gelber et Joe Chappelle
- Sociétés de production : Universal Television, Wolf Films et Wolf Entertainment
- Pays d'origine :  États-Unis
- Langue originale : anglais
- Format : couleurs - 35 mm - 1,78:1 - son stéréo
- Genre : Policier
- Durée : 42 minutes
- Classification : Déconseillé aux moins de 10 ans ou 12 ans

## Épisodes
| Saisons        | Saisons        | Épisodes       | Diffusion originale sur NBC | Diffusion originale sur NBC |
| Saisons        | Saisons        | Épisodes       | Début de saison             | Fin de saison               |
| -------------- | -------------- | -------------- | --------------------------- | --------------------------- |
| Backdoor pilot | Backdoor pilot | Backdoor pilot | 15 mai 2013                 | 15 mai 2013                 |
|                | 1              | 15             | 8 janvier 2014              | 13 mai 2014                 |
|                | 2              | 23             | 24 septembre 2014           | 20 mai 2015                 |
|                | 3              | 23             | 30 septembre 2015           | 25 mai 2016                 |
|                | 4              | 23             | 21 septembre 2016           | 17 mai 2017                 |
|                | 5              | 22             | 27 septembre 2017           | 9 mai 2018                  |
|                | 6              | 22             | 26 septembre 2018           | 22 mai 2019                 |
|                | 7              | 20             | 25 septembre 2019           | 15 avril 2020               |
|                | 8              | 16             | 11 novembre 2020            | 26 mai 2021                 |
|                | 9              | 22             | 22 septembre 2021           | 25 mai 2022                 |
|                | 10             | 22             | 21 septembre 2022           | 24 mai 2023                 |
|                | 11             | 13             | 17 janvier 2024             | 22 mai 2024                 |
|                | 12             | 22             | 25 septembre 2024           | 21 mai 2025                 |
|                | 13             | TBA            | 1er octobre 2025            | mai 2026                    |

## Crossovers
Depuis le lancement de la série, plusieurs acteurs apparaissent aussi dans Chicago Fire. En février 2014, Ice-T et Kelli Giddish de la série New York, unité spéciale (Law and Order : SVU) sont apparus dans Chicago P.D. En avril 2014, l'épisode Journée noire (A Dark Day) s'est terminé dans Chicago P.D.. En novembre 2014, une histoire débutera dans Chicago Fire, continuera dans New York, unité spéciale et se conclura dans Chicago P.D..

## Diffusion internationale
- Australie :
- Belgique : RTL TVI
- Canada : Global, puis sur Citytv
- Espagne :  La 1
- États-Unis : NBC
- France : TF1 / 13e Rue
- Italie : Premium Crime, puis Sky Serie / Italia 1
- Québec : V, devenu Noovo.
- Royaume-Uni : 5USA
- Suisse : RTS 1 (Suisse)

## Accueil

### Audiences

#### Aux États-Unis
Le 8 janvier 2014, NBC diffuse l’épisode pilote, qui réalise un démarrage solide en touchant 8,59 millions de téléspectateurs avec un taux de 2 % sur les 18-49 ans. Les semaines passent et les audiences ne cessent de jouer au yoyo en fédérant entre 5,39 millions de téléspectateurs et 8 millions de téléspectateurs. Le final de la saison a réuni 6,27 millions de téléspectateurs avec un taux de 1,6 % sur les 18/49 ans, un score dans la lignée de la moyenne de la saison qui a réuni 6,40 millions de téléspectateurs.
| Saison | Nombre d'épisodes | Jour et heure de diffusion | Diffusion originale sur NBC | Diffusion originale sur NBC | Année     | Audience moyenne (en millions) | Audience moyenne (en millions) | Audience moyenne (en millions) | Audience moyenne (en millions) |
| Saison | Nombre d'épisodes | Jour et heure de diffusion | Début de saison             | Fin de saison               | Année     | Première                       | Finale                         | Moyenne à J+7                  | Rang                           |
| ------ | ----------------- | -------------------------- | --------------------------- | --------------------------- | --------- | ------------------------------ | ------------------------------ | ------------------------------ | ------------------------------ |
| 1      | 15                | Mercredi 22 h              | 8 janvier 2014              | 21 mai 2014                 | 2014      | 8.59                           | 6.27                           | 8.03                           | 50                             |
| 2      | 23                | Mercredi 22 h              | 24 septembre 2014           | 20 mai 2015                 | 2014-2015 | 8.51                           | 7.21                           | 8.74                           | 51                             |
| 3      | 23                | Mercredi 22 h              | 30 septembre 2015           | 25 mai 2016                 | 2015-2016 | 6.65                           | 6.88                           | 8.71                           | 47                             |
| 4      | 23                | Mercredi 22 h              | 21 septembre 2016           | 17 mai 2017                 | 2016-2017 | 6.87                           | 6.50                           | 8.48                           | 36                             |
| 5      | 22                | Mercredi 22 h              | 27 septembre 2017           | 9 mai 2018                  | 2017-2018 | 6.11                           | 6.34                           | 10.32                          | 24                             |
| 6      | 22                | Mercredi 22 h              | 26 septembre 2018           | 22 mai 2019                 | 2018-2019 | 7.14                           | 6.59                           | 11.18                          | 18                             |
| 7      | 20                | Mercredi 22 h              | 25 septembre 2019           | 15 avril 2020               | 2019-2020 | 6.49                           | 7.82                           | 11.23                          | 11                             |
| 8      | 16                | Mercredi 22 h              | 11 novembre 2020            | 26 mai 2021                 | 2020-2021 | 6.43                           | 6.33                           | 9.73                           | 10                             |
| 9      | 22                | Mercredi 22 h              | 22 septembre 2021           | 25 mai 2022                 | 2021-2022 | 6.54                           | 5.98                           | 9.15                           | 10                             |
| 10     | 22                | Mercredi 22 h              | 21 septembre 2022           | 24 mai 2023                 | 2022-2023 | 5.48                           | 4.76                           | 8.27                           | 13                             |

#### Dans les pays francophones
En France, le lancement de la série s'est effectué devant 4,76 millions de téléspectateurs sur TF1, soit 18,7 % sur les 4 ans et plus et 22 % sur les ménagères de moins de 50 ans pour le premier épisode. Ensuite les 2 autres épisodes diffusés à la suite ont réuni respectivement 4,04 millions de téléspectateurs, et 3,36 millions de téléspectateurs pour le dernier épisode (diffusé à partir de 22 h 35 ce qui peut expliquer une audience moins forte) lors de la soirée de lancement de la série, soit un lancement en demi teinte pour une série diffusée sur TF1.
En Belgique francophone, la série a rassemblé 340 100 téléspectateurs, lors de la diffusion du premier épisode avec 22,6 % de part de marché sur le public global, soit un lancement satisfaisant pour la RTL-TVI.

### Réception Critique
Chicago Police Department a reçu des critiques mitigées de la part des critiques. Metacritic, qui attribue une note normalisée sur 100 aux critiques des critiques traditionnels, attribue au drame une note de 50 % sur la base de 21 avis, indiquant "des critiques mitigées ou moyennes". Rotten Tomatoes attribue à la saison 1 une note de 57 % sur la base des critiques de 28 critiques.
Ray Rahman de Entertainment Weekly a donné une critique favorable au drame : « Il est difficile d'imaginer la série capturant la magie captivante, impossible à regarder, qui rend la franchise Law & Order si marathonable, mais elle se déplace juste assez vite pour vous empêcher de changer de chaîne à la recherche d'une nouvelle exécution de SVU ». Alessandra Stanley du New York Times a également donné à la série une critique positive lors de sa première le 8 janvier : « Chicago PD est, à bien des égards, un retour à une époque antérieure, dominée par les hommes, des émissions criminelles, mais elle laisse place à des personnages féminins forts qui sont bons dans leur travail et pris au sérieux par leurs collègues. » Robert Bianco d'USA Today a exprimé sa déception : « Quand le travail de Wolf, qui montrait autrefois de la grâce et de l'esprit, est-il devenu aussi laid, lourd et grossier ? »